# Gjutaregården
Gjutaregården is een plaats in de gemeente Sunne in het landschap Värmland en de provincie Värmlands län in Zweden. De plaats heeft 84 inwoners (2005) en een oppervlakte van 58 hectare.